# Michael McDonald (kampsportare)
Michael Robert McDonald, född 15 januari 1991 i Modesto, är en amerikansk MMA-utövare som tävlar i organisationen Bellator MMA. McDonald tävlade 2011–2016 i Ultimate Fighting Championship.